# HD 71231
HD 71231，又名BD-16 2442，SAO 154240、HR 3317，是一颗恒星，视星等为6.44，位于銀經239.67，銀緯11.69，其B1900.0坐标为赤經8h 21m 5.7s，赤緯-17° 11.69′ 48″。